# Kim Yoo-jin
Kim Yoo-jin, znany również jako sOs (kor. 김유진, ur. 16 października 1993 roku) – południowokoreański e-sportowiec grający w StarCrafta II, zawodnik drużyny Woongjin Stars, tryumfator mistrzostw świata w 2013 roku (2013 StarCraft II World Championship Series).

## Kariera
Karierę zaczynał w epoce gry StarCraft: Brood War, występując pod nickiem sHy. Pierwszy sukces w StarCrafcie II odniósł w maju 2013 roku, dochodząc do półfinału Code S (de facto najwyższy szczebel rozgrywek w StarCrafcie w Korei Południowej) w pierwszym sezonie WCS Korea GSL w 2013 roku; na tym szczeblu przegrał z późniejszym triumfatorem Kim Min-chulem 3:4. Następnie w ogólnoświatowych finałach pierwszego sezonu WCS zajął drugie miejsce, przegrywając w finale 0:4 z Lee Shin-hyungiem.
W wielkim finale WCS 2013 zdobył mistrzostwo świata w StarCrafcie II, pokonując kolejno Song Hyeon Deoka („HerO”), Choi Seong-huna („Polta”), Choi Ji-sunga („Bombera”), a wreszcie w meczu o puchar – Lee Jae-donga 4:1.